# Riclones
Riclones es una localidad del municipio de Rionansa (Cantabria, España). En el año 2022 contaba con una población de 87 habitantes (INE). La localidad se encuentra a 170 metros de altitud sobre el nivel del mar, y a ocho kilómetros de Puentenansa, la capital municipal. Celebra la festividad de San Antonio de Padua el 13 de junio. De su patrimonio destacan dos cuevas declaradas Bien de Interés Cultural, con categoría de zona arqueológica:
- Cueva de “Chufín” y “Chufín IV”, declarado en 1992. Ocupada en el Solutrense, con pinturas rupestres: grabados y pinturas de animales. Se encuentra a orillas del embalse de Palombera.
- Cueva de “Micolón”, declarado en 2000. Está a unos doscientos metros de la anterior. Con pintura rupestre paleolítica.

Aún hay otra cueva, llamada Traslacueva, con grabados que podrían representar animales. Del resto de su patrimonio, cabe mencionar la ermita de San Antonio, del siglo XVII, que tiene un escudo barroco. También hay en Riclones uno de los pocos hórreos de Cantabria. El Puente de la Herrería une este barrio con Celis.